# FK Lokomotyvas Vilnius
FK Lokomotyvas (Futbolo klubas Lokomotyvas) var en litauisk idrottklubb i Vilnius.

## Historia
Klubben grundades år 1951 under namnet Lokomotyvas, då med verksamhet endast i fotboll. 

## Placering tidigare säsonger
| Säsong    | Nivå | Liga                 | Placering | Referens | Kommentar                              | Notering             |
| --------- | ---- | -------------------- | --------- | -------- | -------------------------------------- | -------------------- |
| 1993/1994 | 3    | Antroji lyga (Rytai) | 1         | [ 1 ]    | Uppflyttad till Antroji lyga 1994/1995 | Nivåomstrukturering  |
| 1994/1995 | 2    | Antroji lyga         | 2         | [ 2 ]    | Uppflyttad till Antroji lyga 1995/1996 | Nivå omstrukturering |
| 1995/1996 | 1    | Pirmoji lyga         | 10        | [ 3 ]    |                                        |                      |
| 1996/1997 | 1    | Pirmoji lyga         | 9         | [ 4 ]    |                                        |                      |
| 1997/1998 | 1    | Lietuvos lyga        | 7         | [ 5 ]    |                                        |                      |
| 1998/1999 | 1    | LFF lyga             | 12        | [ 5 ]    | Nedflyttad till Antra lyga 1999        |                      |
| 1999      | 3    | Antra lyga (Rytai)   | 6         | [ 6 ]    | Upplöst efter säsong                   |                      |

## Kända spelare
- Vladimiras Buzmakovas, 1996–1998
- Dainius Gudaitis
- Žydrūnas Grudzinskas, 1995-1998
- Vytas Karvelis, 1998
- Albert Sarkisian, 1995
- Igoris Verbovikas

### Fotnoter
1. ↑  http://almis.sritis.lt/1994_ltu.html
2. ↑  http://www.rsssf.com/tablesl/lito95.html
3. ↑  http://www.rsssf.com/tablesl/lito96.html
4. ↑  http://www.rsssf.com/tablesl/lito97.html
5. 1 2  http://www.rsssf.com/tablesl/lito98.html
6. ↑  http://almis.sritis.lt/ltu99flyga.html